# Horná Seč
Horná Seč (maďarsky Felsőszecse) je obec na Slovensku v okrese Levice. Nachází se zde reformovaný novoklasicistický kostel. Obec má 550 obyvatel, hustota zalidnění je 66,27 obyvatel na km². Ke slovenské národnosti se hlásí 81% obyvatel a k maďarské národnosti 17% obyvatelstva. Římskokatolickou církev vyznává 26% obyvatel, reformovanou církev (kalvíni) 14%, evangelickou církev (luteráni) 16% a církev bratrskou 16% obyvatelstva. Bez vyznání je zde 22% obyvatelstva.[zdroj?]

## Historie
První zmínky o obci jsou z roku 1272. Do uzavření Trianonské smlouvy byla obec součástí Uherska, poté byla součástí Československa. V roce 1921 zde žilo 660 obyvatel, z toho 44 Čechoslováků, 21 Němců a 594 Maďarů. V letech 1938 až 1945 byla (na základě první vídeňské arbitráže) součástí Maďarského království.